# 沈黙の金曜日
『沈黙の金曜日』（ちんもくのきんようび）は、エフエム富士で毎週金曜日の21:00 - 23:00（JST）に放送されているバラエティ番組である。東京・代々木にあるSTUDIO ViViDから生放送をしている。

## 概要
- 2012年4月から2013年3月まで同じ金曜21時の枠で放送されていた『WOTA倶楽部』の流れを汲んで2013年4月より放送開始。パーソナリティにはアルコ&ピース[1]、『WOTA倶楽部』から引き続き市道真央を起用[2]。
- 2014年3月、市道真央がパーソナリティを卒業し[2]、以降は乃木坂46の永島聖羅、中田花奈がアシスタントとして出演した。2020年10月30日からは乃木坂46の弓木奈於がアシスタントを担当。
- 乃木坂46のメンバーがアシスタントを務めるにあたり乃木坂46のアンダーメンバーを応援すると沈黙の金曜日公式Twitterに記載している。
- 放送時間内はツイキャス（TwitCasting）でスタジオ内の映像の同時配信を行っている（動画配信の制限上、曲、コーナーのBGMはカットされている）。なお、収録放送のときはツイキャスの配信は行われない。
- Twitterのハッシュタグは「#沈黙の金曜日」。[3]
- リスナーの名称は永島聖羅アシスタント時代は「沈金一家」だったが[4]、 中田花奈アシスタント時代は「エンジェルちゃん」になった。[5] 弓木奈於アシスタント時代は特に名称がない。
- アシスタントが出演できない場合は代打アシスタントが起用される。代打アシスタントは基本は乃木坂46の在籍メンバーが起用されるが、中田花奈アシスタント時代は在籍メンバーの他に乃木坂46の卒業生、欅坂46や他のアイドルグループのメンバー、または西恵利香が起用されている。弓木奈於アシスタント時代においては更に前任アシスタントだった中田が代打アシスタントとして起用された。
- アシスタントが放送当日に裏番組『ミュージックステーション』（テレビ朝日）に出演、もしくは乃木坂46主催のコンサートに出演している場合は代打アシスタントを起用するか、STUDIO ViViDに移動もしくは電話やリモートなどで途中参加する。
- アルコ&ピースが出演できない場合は太田プロダクションの後輩が代打パーソナリティとして起用されている。
- 2020年4月より 新型コロナウイルス感染症（COVID-19）拡散防止をきっかけにSTUDIO ViViDの観覧を中止している。また、出演者の入待ち・出待ちも禁止している。[6][7]
- 放送日が13日の場合、乃木坂46の曲「13日の金曜日」を流すことが番組のお約束となっている。
- 2025年3月28日放送回でアルコ&ピースの平子祐希が番組を卒業。以降は酒井と弓木の二人で放送を行うことになった。

## コーナー
ゲストコーナー
22時～22時半頃までゲストをブース内に迎えてトークを行なう。ゲストが18歳未満の場合は22時以降に出演ができないので21時台にゲストコーナーを行う。2020年4月より新型コロナウィルスの影響でゲストはブース内に来ず、電話もしくはリモートで出演する体制になったが、2023年4月7日の放送回から再びブース内にゲストを迎えてコーナーを行うようになった。
天気予報（東京・甲府・河口湖）
アシスタントが番組のエンディング前に東京・甲府・河口湖の明日の天気予報を告知する。
※以前は今日のテーマメールや投稿コーナーを設けていたが、弓木奈於アシスタント時代の途中で募集しなくなった。時々お試しで投稿コーナーを開催したりしているが、定着はしていない。
| 市道真央パーソナリティ時代 |
| --- |
| - 沈黙のweeklyエンタメ - 酒井健太の新コーナー（仮） - 歓喜の1曲 - 番組オリジナルジングルをつくっちゃおー - FRIDAYショートドラマ - DJ酒井のcheck it out（チェキラー）!! - 沈沈テレフォン - 沈金のゲストーク - AD久松のROAD toディレクター |

| 永島聖羅アシスタント時代 |
| --- |
| - 現代日本をぶった切る - 森さんの1/3の純情な感情 - 永島聖羅あるある - ブスのコーナー - 永島先輩勘弁してください（腹パン） - アルテイシアさんのコーナー |

| 中田花奈アシスタント時代 |
| --- |
| - 正しいAIの育て方 - 決断 - 中田花奈のフリースタイルラップ - 今週のそっ閉じ - 知ったか - いい女選手権 - 中田花奈とおそろっち - 女優とエチュード - モテないオジさん |

| 弓木奈於アシスタント時代 |
| --- |
| - 弓木奈於のヒロインになりたい - 沈黙の金曜日によるアイドル養成講座 - 2対1 - 沈黙のインフルエンサー - 弓木ッザニア - 弓木奈於のフルーツマイスター - 代弁者 |

## 出演者
- 酒井健太 （アルコ&ピース）：チーフパーソナリティ
- 弓木奈於：アシスタントMC（2020年10月30日 - ）

過去
- 市道真央：パーソナリティ[2]（2013年4月 - 2014年3月）
- 永島聖羅：アシスタントMC（2014年4月4日 - 2016年2月26日）
- 中田花奈：アシスタントMC（2016年4月1日 - 2020年10月23日）
- 平子祐希（アルコ&ピース）：チーフパーソナリティ（2013年4月-2025年3月28日）

## 出来事
| 4/4   | 永島聖羅がアシスタントとして初出演。                                                 |
| 7/11  | 乃木坂46の新内眞衣と能條愛未がゲストコーナーに出演。                                 |
| 11/23 | 特別版として公開生放送「沈黙の日曜日 in 富士急ハイランド」を富士急ハイランドで開催。 |

| 1/9   | 乃木坂46の井上小百合がゲストコーナーに出演。 |
| 3/18  | 『沈黙の金曜日』の公式Twitterが開設。 |
| 10/23 | 乃木坂46の秋元真夏と深川麻衣がゲストコーナーに出演。 |
| 11/20 | 乃木坂46の白石麻衣がゲストコーナーに出演 |
| 12/18 | 前日の日本武道館で開催されたコンサート「アンダーライブ at 日本武道館」で乃木坂46からの卒業を発表した永島聖羅が当日の「アンダーライブ at 日本武道館」終演後に番組出演。 |

| 2/21  | インターネット配信番組『乃木坂46 4th Anniversary 乃木坂46時間TV』内の企画「これが私の冠番組 乃木坂電視台」で『沈黙の金曜日出張版in46時間TV』が放送され、永島とアルコ&ピースが出演。                                             |
| 2/26  | 永島が番組から卒業。 |
| 3/25  | 中田花奈の新アシスタント決定を発表。 |
| 4/1   | 中田が新アシスタントとして初出演。 |
| 4/22  | 中田がアンダーライブ出演の為、秋元真夏が代打アシスタントとして出演。 |
| 5/20  | 21時台にキックボクサーの山崎秀晃、22時台に乃木坂46の秋元真夏、高山一実がゲスト出演。 |
| 7/8   | ゲストコーナーにANARCHYが出演。 |
| 7/22  | 西恵利香が代打アシスタントとして出演。 |
| 8/5   | 中田の誕生日前日の放送。酒井が下北沢のカレー屋で1日店長をしていた掌幻を訪れ、中田へのバースデーラップを依頼。動画撮影して中田に観せた。                                                                                         |
| 8/8   | LINE LIVE『さしめし』#167に永島とアルコ&ピースが出演。永島が提案した手作りかき氷を食べながら番組の思い出を語った。配信終了後に3人でローストビーフ丼を食べた。当日はアルコ&ピースのトークLIVEが開催され、永島が飛び入りで参加 。 |
| 10/28 | 晋平太がゲスト出演。「中田花奈のフリースタイルラップ」のコーナーに乱入してエンジェルちゃんが投稿したラップに対してアンサーを行った。                                                                                            |
| 12/9  | 中田は日本武道館で開催された「乃木坂46 Merry Xmas Show 2016 ～アンダー単独公演～」終演後に番組に出演。 |

| 1/13  | 中田が髪をショートボブにして出演。 |
| 2/18  | 『FLASHスペシャルグラビアBEST 2017早春号』（光文社）内で乃木坂46の山崎怜奈がラジオ特集のインタビューを受け、その中で『沈黙の金曜日』を紹介。 |
| 2/24  | 「乃木坂46 5th YEAR BIRTHDAY LIVE 2017.2.20-22 SAITAMA SUPER ARENA」を観覧したアルコ&ピースが「コウモリよ」と「人間という楽器」の曲を聴いて衝撃を受けたと報告。以降「コウモリよ」と「人間という楽器」が番組以外にも影響を及ぼすことになった。 |
| 3/17  | 中田が3/22発売の「インフルエンサー」の選抜メンバーとして『ミュージックステーション』（当時の放送時間は20:00 - 20:54、テレビ朝日）に出演後に番組に出演 当日のゲストコーナーはラッパ我リヤが出演。当日のコーナー「中田花奈のフリースタイルラップ」も含めて大いに盛り上がった。ラッパ我リヤの公式Twitterでアルバム『ULTRA HARD』の宣伝を行った。 |
| 3/24  | 乃木坂46の斎藤ちはる、山崎怜奈がゲストコーナーに出演。斎藤については番組内で斎藤のブログタイトルを弄った事についての陳謝、山崎については2/18の『FLASHスペシャルグラビアBEST 2017早春号』（光文社）のインタビューきっかけで『沈黙の金曜日』を聴いているかどうか問題になったため、ゲストとして出演。 |
| 5/19  | 乃木坂46の伊藤純奈と和田まあやがゲストコーナーに出演。 |
| 6/23  | 『アルコ＆ピースのオールナイトニッポンシリーズ』を題材にした佐藤多佳子の小説『明るい夜に出かけて』が「第30回 山本周五郎賞」を受賞し、祝賀パーティが開催されたので、アルコ＆ピースが祝賀パーティ出席後に番組に出演。 |
| 7/14  | 酒井が映画『銀魂』の配信番組にMCとして出演後に番組に出演。 |
| 8/11  | 「乃木坂46 真夏の全国ツアー2017」の宮城公演（会場はゼビオアリーナ仙台）終演後の中田に電話した。中田の他に乃木坂46から秋元真夏、樋口日奈、齋藤飛鳥、若月佑美が電話出演。 |
| 8/18  | 「乃木坂46 真夏の全国ツアー2017」の大阪公演（会場は大阪城ホール）終演後の中田に電話した。中田の他に乃木坂46から新内眞衣、白石麻衣が電話出演。 |
| 9/1   | 平子が結婚10周年の家族旅行（行き先はハワイ）の為、欠席。後輩のごりあて柿本が平子の代理を務めた。放送当日は番組メールアドレスが使用できず、FM FUJIのホームページからの投稿となった。平子に関する話で出演者、エンジェルちゃん共に弄りまくる放送となり、ハッシュタグ「#沈黙の金曜日」で検索していた平子も滞在先のハワイからTwitterでテーマ変更の命令を行った。翌週2017年9月8日の放送回でホームページからの投稿にもかかわらず、異例の約2500通が投稿された事が判明した。 |
| 11/17 | 沈黙の金曜日 公式Instagramが開設 |

| 03/23-25 | アルコ&ピースが3/23放送終了後にインターネット配信番組『NOGIZAKA46 6th Anniversary 乃木坂46時間TV』に出演。アルコ&ピースは「乃木坂電視台」川後陽菜企画の「芸人さんとラジオをやりたい！」にゲスト、深夜のゲームコーナー「私の乃木坂の見方」に天の声として出演。また「ファンが選ぶ! 乃木坂ベストソング延長戦」に置いて「人間という楽器」が200位中、75位にランクインした。中田が番組による影響でラインクインしたと説明。 |
| 4/27     | 中田は『ミュージックステーション』（テレビ朝日）出演後に出演当日ゲストの乃木坂46の伊藤純奈と和田まあやがオープニングから出演。 |
| 5/23     | FM FUJI開局30周年記念ライブ「GIRLS POWER LIVE」が開催され、番組からMCとしてアルコ&ピース、出演アーティストとして中田が所属している乃木坂46が出演。乃木坂46のセットリスト内に「人間という楽器」が入っており、当日乃木坂46公式LINEアカウントで振り付けを解説。 |
| 8/3      | 8/6に誕生日を迎える中田に対してCreepy Nutsからバースデーメッセージが送られた。 |
| 10/5     | ゲストコーナーにchelmicoが出演。当日chelmicoの二人はアルコ&ピースが出演していたK-PROライブ「K-PRO 10大カーニバルFINAL『行列の先頭グランドカーニバル2018』」を観劇後にゲスト出演。 |
| 11/16    | 当日の番組内で煽ったところ、四千頭身の都築拓紀、石橋遼大が乱入。ゲスト出演していた乃木坂46の北野日奈子と和田まあやと一緒に盛り上げた。 |

| 1/4   | 事前収録放送。中田の父が電話で出演。 |
| 4/19  | 乃木坂46の伊藤かりんと和田まあやがゲスト出演。                                                                                           |
| 6/7   | 乃木坂46の吉田綾乃クリスティーと和田まあやがゲスト出演。                                                                                 |
| 8/30  | 中田が「乃木坂46 真夏の全国ツアー2019」の東京公演（会場は明治神宮野球場）終演後に番組出演。ゲストとして乃木坂46の4期生の賀喜遥香が出演。 |
| 10/18 | 中田が曲紹介でポルカドットスティングレイの曲名「バケノカワ」を間違える。                                                                 |
| 10/25 | 6月に乃木坂46を卒業した斉藤優里が中田の代打アシスタントとして出演。                                                                      |
| 12/12 | コスミック出版より『芸人芸人芸人 volume2』が発売され、アルコ&ピースが特集された。その中で中田のインタビューが掲載。                      |

| 1/25    | 山梨県立県民文化ホール（当時の通称はYCC県民文化ホール） 小ホールでFM FUJI 21時台3番組合同イベント「FM FUJI presents アルピータイム頭身」が開催され、アルコ&ピースの他に『俺たちの穴！』のタイムマシーン3号、『四千ミルク』の四千頭身が出演。中田はVTRで出演。                                  |
| 1/26    | TBSチャンネル1で中田の初冠番組である麻雀対局番組『元乃木坂46中田花奈の麻雀ガチバトル！ かなりんのトップ目とれるカナ？』（旧名：『トップ目とったんで！』）が放送開始。初回ゲストとして酒井が出演した。                                                                                          |
| 3/20    | メインパーソナリティー両名がお休みの為、中田と和田まあやの二人で放送を行った。 |
| 4/3     | 中田が『ミュージックステーション』（テレビ朝日）出演の為、乃木坂46の伊藤純奈が代打アシスタントとして出演。トーク及びエチュードなどで盛り上がり、アルコ&ピース及びエンジェルちゃん達が伊藤純奈を絶賛した。                                                                                      |
| 4/10    | 新型コロナウイルス感染症（COVID-19）対策の為、中田の出演については当分見合わせる事となった。 |
| 4/24    | 中田が電話で番組に復帰。 |
| 6/19-21 | 2020年6月19-21日に放送されたインターネット配信番組『乃木坂46時間TV アベマ独占放送「はなれてたって、ぼくらはいっしょ!」』（ABEMA）の「乃木坂電視台」の中田花奈企画「都市伝説 カナリナティカードの予言」で2019年10月18日に間違えたポルカドットスティングレイの曲名「バケノカワ」について述べた。 |
| 7/3     | 先週まで電話出演していた中田がスタジオに復帰。 |
| 7/10    | エンディングで中田が乃木坂46からの卒業を発表。 |
| 10/2    | 21時台に同一県内にあるYBSラジオで『アルコ＆ピース D.C.GARAGE』（遅れネット、TBSラジオ）が放送され、当日のみ裏被り状態になった。翌週以降YBSラジオは『うしろシティ 星のギガボディ』（遅れネット、TBSラジオ）を放送することになった。                                                             |
| 10/8    | アルコ&ピースが乃木坂46の山崎怜奈がパーソナリティをしている『山崎怜奈の誰かに話したかったこと。』（TOKYO FM）のゲストコーナーに出演。山﨑が『沈黙の金曜日』にゲスト出演した話をした。 |
| 10/9    | 『なな→きゅう』（文化放送）の「ラジオ番組に欠かせない！ 名バイプレイヤー大集合ウィーク！」に中田がゲスト出演。沈黙の金曜日や1st写真集『好きなことだけをしていたい』について話した。 |
| 10/23   | 中田が番組から卒業。放送中に前任アシスタントである永島からのサプライズメールが紹介され、最後はエンジェルちゃんやアルコ&ピースに祝福されて最後の出演を終えた。エンディングで中田の後任を担当する弓木奈於が登場。                                                                                |
| 10/30   | 弓木が新アシスタントとして初出演。またアシスタント交代に伴い、番組メールアドレスが変更になった。新しいメールアドレスは「apy@fmfuji.jp」。 |
| 11/7    | ライブナタリー Presents『平子恋愛クラブ ～野呂と永島と、時々、酒井～』が配信され、アルコ&ピースと永島が共演。 |
| 12/4    | 舞台『ナナマル サンバツ THE QUIZ STAGE O』で弓木と共演する乃木坂46の鈴木絢音がゲスト出演。弓木がアシスタントになって初めて乃木坂46のメンバーがゲスト出演した。コーナー「弓木奈於のヒロインになりたい」ではエンジェルちゃんから募集したセリフを録音。                                           |

| 1/4 1/11 | 『しくじり先生 俺みたいになるな!!』（テレビ朝日）の『お笑い研究部「キングオブう大 前編」』（1/4）、『お笑い研究部「キングオブう大 後編」』（1/11）にアルコ&ピースと弓木が出演した。 |
| 1/15     | 2021年最初の生放送。弓木は舞台『ナナマル サンバツ THE QUIZ STAGE O』出演後にリモートで出演。当日放送以降、新型コロナウイルス感染症（COVID-19）拡大に伴う緊急事態宣言（2021年1月7日に発令）が東京都に発令された影響で、弓木は当分の間リモート出演になった。 |
| 1/29     | 平子がお休みで酒井と弓木で放送。オープニングトークきっかけに乃木坂46の山崎怜奈の話になった。山崎もトークアプリ755で状況を知り、755及び弓木にメッセージを送って番組に参加した。山崎は番組のメールアドレス宛にメールを送ったが、エンジェルちゃんから来た大量の山崎怜奈メールが届いた影響で番組中に探し出すことができなかった。 |
| 2/26     | 平子がお休みで代わりに乃木坂46の伊藤純奈が出演。弓木が2/12の放送で和田まあやと伊藤純奈と学生時代同級生だったと発言しており、同級生トークで盛り上がった。 |
| 3/19     | 3/12の放送で弓木に一人回しをさせるという事になったので、オープニングからリモート先の弓木が一人で喋り、スタジオのアルコ&ピースが副音声でツッコミを入れた。弓木はタイトルコール「弓木奈於の一汁三菜」と叫び、フリートークやメール紹介を行った。 |
| 3/26     | 3/21の緊急事態宣言解除に伴い、先週までリモート出演していた弓木がスタジオに復帰。 |
| 3/30     | BSスカパー!で『#スカパースプリングフェス 2021 ～アイドル LIVE～』が放送され、平子と中田がMCを務めた。 |
| 4/2      | 当日アルコ&ピースの事務所の先輩である有吉弘行が結婚を発表。オープニングから有吉の結婚について話した。 |
| 4/30     | 4/25に4都府県に対して発令された緊急事態宣言の影響で、当日以降弓木はリモート出演。 |
| 5/7      | 弓木は『ミュージックステーション』（テレビ朝日）に乃木坂46 4期生メンバーの一員として出演した後にリモートで番組に出演。弓木は『ミュージックステーション』初出演。 |
| 5/31     | 晋遊舎から出版された『[完全ガイドシリーズ321] リスナーが本気で選んだ人気ラジオ番組完全ガイド』でアルコ&ピースと弓木のインタビューが掲載された。 |
| 6/11     | FM FUJIで毎週火曜日21時『タイムちゃん』に出演している乃木坂46の4期生の矢久保美緒がオープニングから出演。弓木がアシスタントになって初めて4期生が出演。 |
| 6/25     | 6/20の緊急事態宣言解除に伴い、先週までリモート出演していた弓木がスタジオに復帰。 |
| 7/16     | 7/12に東京都に対して発令された緊急事態宣言の影響で、当日以降弓木はリモート出演することになった。 |
| 8/24     | 弓木と『沈黙の金曜日』の前番組『～DJ KOO presents～「BEAT GOES ON」』に出演しているTRFのDJ KOOがTOKYO FM『TOKYO SPEAKEASY』で対談。尚、DJ KOOは2021/5/7の放送回に芹澤優と一緒に22時台のゲストコーナーに出演。 |
| 9/3      | キングオブコント 2021準決勝出場の為、アルコ＆ピースは当日の放送をお休みした。代わりに太田プロダクションの後輩ストレッチーズが代打パーソナリティを務めた。。ストレッチーズは初の代打パーソナリティだった。 |
| 9/27     | 弓木が『山崎怜奈の誰かに話したかったこと。』（TOKYO FM）のゲストコーナーに出演。弓木は『沈黙の金曜日』でアルコ&ピースに最初に言われた事と弓木最大の出来事を紹介した。 |
| 10/1     | 9/30の緊急事態宣言解除に伴い、先週までリモート出演していた弓木がスタジオに復帰。同一時間帯にアルコ&ピースは『中居正広の金曜日のスマイルたちへ 太田プロ大集合SP！有吉参戦の竜兵会！大島優子主演再現ドラマ』（TBSテレビ）のスタジオゲストとして出演。また、アルコ&ピースの公式YouTubeチャンネル「アルピーチャンネル」に中田出演回が配信され、中田が経営している雀荘カフェ「chun.」を紹介。 |
| 10/8     | 弓木がもし小料理屋を開くならという妄想話で盛り上がった。弓木が常連客の一人として俳優の鈴木福をあげたところ、鈴木がその話を知り、自身の公式Twitterで感謝のコメントを投稿。 |
| 10/29    | 放送当日は酒井の誕生日だったので出演者とスタッフでお祝いをした。またこの日の夕方に酒井の結婚報道が出た影響でTwitterのトレンド上位に「#沈黙の金曜日」がランクインするも、匂わすのみで放送終了まで結婚について話す事は無かった。トレンド入りに乗じて平子は自身のYoutubeチャンネル「平子お買い物クラブ」の開設、弓木は10/31（日）に開催される「乃木坂46 28thシングル「君に叱られた」発売記念 オンライン ミート＆グリート（個別トーク会）」、スタッフは沈金パーカーの受注販売開始（11/5 24時まで受付）を告知した。 |
| 11/24    | 東京ニュース通信社より『B.L.T.』2022年1月号が発売され、アイドル×芸人特集として『沈黙の金曜日』が紹介された。 |
| 12/4     | テレビ朝日公式YouTubeチャンネル「動画、はじめてみました【テレビ朝日公式】」内で中田と酒井の麻雀対決シリーズが配信開始された。 |
| 12/17    | 乃木坂46の和田まあやがオープニングから出演。和田と弓木は学生時代同級生だったので学生時代の思い出や乃木坂46初のベストアルバム『Time flies』についてトークした。 |
| 12/22    | radiko newsで「DCG、沈金、チョコナナ…虚構とリアルがほとばしる！アルコ＆ピースのラジオ番組」が掲載され、12/10放送回の一部内容が紹介された。 |
| 12/31    | 22:00 - 翌0:30まで『沈黙の金曜日 大晦日スペシャル～こんなもんじゃ年は越せねえ、オレたちが年越し～』を放送。アルコ&ピースとストレッチーズで放送を行い、大喜利やクイズを行った。弓木は『CDTVスペシャル！年越しプレミアライブ2021→2022』出演後に電話出演した。 |

| 1/14      | 今年最初の生放送。太田プロから平子が新型コロナウイルスのPCR検査で陽性と判定されて自宅療養に入ったと発表。酒井は保健所からの報告では濃厚接触者にはあたらず念のため受けたPCR検査の結果も陰性だったが、大事を取り出演を取りやめた。代打パーソナリティをストレッチーズが務めた。 |
| 1/21      | 引き続き平子は自宅療養中の為、酒井と弓木で放送。 |
| 1/28      | 自宅療養終了した平子が番組に復帰。酒井は出演予定だったコントライブの関係者に新型コロナウイルス感染者が出た影響で、大事を取って出演を取りやめた。 |
| 2/4       | 弓木が所属する乃木坂46のメンバー内で新型コロナウイルス感染者が確認されたと発表。弓木はPCR検査で陰性だったが、大事を取ってリモート出演した。 |
| 2/11      | 今年初めて3人揃ってSTUDIO ViViDから放送。同じ時間帯に放送されていたNHK FM「今日は一日"乃木坂46"三昧 ～第二章～」とのコラボで乃木坂46の秋元真夏と梅澤美波、NHKの大谷昌弘アナウンサーが電話出演した。 |
| 2/25 3/4  | ジャパンエフエムネットワークの配信サイト「AuDee」でパンサーの向井慧がパーソナリティを務める番組「向井と裏方」に番組プロデューサーが出演。2/25の前編では「劇団サンバカーニバル」、3/4の後編では「タイムちゃん」、「沈黙の金曜日」、「四千ミルク」、「ロヂウラベース」について語った。 |
| 3/11      | スケジュールの都合でアルコ&ピースがお休み。ストレッチーズが代打パーソナリティーを務めた。 エンディングで弓木が次週3/18の放送は和田まあやが代打アシスタントを務めると発表した。 |
| 3/18      | 3/15に太田プロから酒井が新型コロナウイルスのPCR検査で陽性と判定されて自宅療養に入ったと発表。平子と和田まあやの二人で放送した。 |
| 3/25      | 自宅療養終了した酒井が番組に復帰。弓木は「29thSGアンダーライブ」終演後に番組に出演。 |
| 4/2       | 弓木がMCを務めるひかりTV配信番組「乃木坂４６弓木奈於とやみつきちゃん」にアルコ&ピースがゲスト出演。乃木坂46から和田まあやと矢久保美緒も出演した。 |
| 4/8       | 弓木が体調不良でお休みした為、乃木坂46の林瑠奈が代打アシスタントを務めた。4期生が代打アシスタントを務めたのは今回が初。 |
| 4/22      | 乃木坂46の樋口日奈がサプライズでゲスト出演。アルコ&ピースに自身の1st写真集「恋人のように」をプレゼントした |
| 5/6       | エンディング間際の即興コントで弓木が関西を中心に展開するスーパーマーケット「イズミヤ」のテーマソング「しあわせくるくる」を熱唱したところ、イズミヤの公式Twitterが反応して感謝のコメントを投稿。 |
| 5/13 5/17 | アルコ&ピースの公式Youtube「アルピーチャンネル」に中田がゲスト出演した回が配信された |
| 5/27      | スケジュールの都合で弓木がお休み。代打アシスタントを乃木坂46の田村真佑が務めた。 |
| 7/8       | 7/17に卒業する山崎怜奈の卒業企画「#乃木坂ラジオほぼ全ジャック」の一環として山崎がオープニングから出演。 平子はスケジュール都合でお休みとなり、酒井と弓木と山崎とブッキングしていることを番組側から忘れられていたストレッチーズの5人で放送した。 後日7/14の『山崎怜奈の誰かに話したかったこと。』（TOKYO FM）の特別企画「山崎怜奈卒業企画 超ラジオフレンズWEEK～ #乃木坂ラジオほぼ全ジャック～＜完結編＞」内にて一部内容が放送された。 |
| 7/22      | 弓木が乃木坂46 30作目のシングル「好きというのはロックだぜ!」の選抜メンバーに選ばれてからの初めての放送。 弓木は「真夏の全国ツアー2022 〜広島公演〜」を翌日に控えている為、広島からリモート出演した。 |
| 8/5       | 弓木が学生時代に憧れていた女性アイドルとして東京女子流の新井ひとみを挙げた。すると当日配信を行っていた新井の元にファンから連絡が入り、新井が自身の公式Twitterから感謝の投稿をした 番組で新井の感謝の投稿を紹介したところ、弓木から実は新井とは学生時代同級生で共通の友達を介して遊んでたりしていたが、新井への憧れを隠した状態で遊んでいたと述べた。                                                                                  |
| 8/12      | 弓木は「真夏の全国ツアー2022 〜北海道公演〜」の為、リモートで出演。 22時台のゲストとして先週話題になった東京女子流の新井ひとみがサプライズ出演した。 |
| 9/2       | 平子がスケジュールの都合でお休み。ぐりんぴーすの落合隆治が代打を務めた。弓木はミュージックステーション出演後に出演した。エンディングで弓木から次週9/9の放送はお休みすると発表された。 |
| 9/9       | フィロソフィーのダンスの奥津マリリが代打アシスタントを務めた。 弓木奈於アシスタント時代に他のアイドルグループのメンバーが代打を務めるのがこれが初。 |
| 9/26 10/6 | 中田が「アルピーテイル」にゲスト出演。 |
| 11/4      | スケジュールの都合でアルコ&ピースがお休み。ぐりんぴーすが代打パーソナリティーを務めた。 |
| 11/23     | 10/22にradiko公式Twitterで番組アンケートが実施され、アンケート結果がradiko公式Twitter及び公式Instagramに掲載された。 |
| 12/９     | 五期生の池田瑛紗がオープニングから出演。五期生がゲスト出演するのは初。 |
| 12/16     | スケジュールの都合でアルコ&ピースがお休み。ぐりんぴーすが代打パーソナリティを務めた。 |
| 12/23     | 水曜日21時の番組「四千ミルク」から四千頭身の石橋 遼大がオープニングから出演。弓木は遅れて出演した。 |
| 12/23     | アルコ&ピースと永島聖羅が出演しているDMM TVでコント配信番組「インシデンツ」が配信開始。 |

| 2/3   | 弓木の誕生日当日の放送。サプライズとして前番組『～DJ KOO presents～「BEAT GOES ON」』に出演しているTRFのDJ KOOがコメントとお祝いの花を贈った。 |
| 3/9   | アルピーテイルに弓木がゲスト出演した。翌週3/16にもゲスト出演した。 |
| 3/11  | 「FM FUJI 開局35周年記念イベント アルピータイム頭身」を山野ホールで開催。アルコ&ピース、タイムマシーン3号、四千頭身の他にゲストとして1部に永島聖羅、2部に中田花奈が出演。 |
| 4/7   | 今まで22時台のゲストコーナーは電話もしくはリモートで行っていたが、この日以降はブース内に招いてコーナーを行うことになった。 |
| 5/12  | 22時台のゲストコーナー終了後に5/17と5/18に東京ドームで卒業コンサートを行う齋藤飛鳥からのメールが読まれた。長年齋藤飛鳥を推していた平子に対して卒業コンサートの観覧をお願いしたが、既に両日共にスケジュールで埋まっていたため東京ドームで観覧できなかった。                                                                                           |
| 8/3   | 梅澤美波が2019年以来の出演。弓木は体調不良の為、休演となった。梅澤は出演時点で現役メンバー最多の出演となった。 |
| 8/4   | QJWeb（クイック・ジャパン ウェブ）において「『沈黙の金曜日』はリスナーを引きずり込むブラックホールラジオ 」の記事がアップされ、永島・中田・弓木の各アシスタント時代の特徴が掲載された。 |
| 11/3  | 日向坂46の森本茉莉がゲストコーナーに出演。 |
| 12/31 | 第74回NHK紅白歌合戦において歌手の山内惠介の中継コーナーにアルコ&ピースがとにかく明るい安村、平成ノブシコブシの吉村 崇と共に出演。 山内の次に歌唱したのが乃木坂46だった。 アルコ&ピースは中継コーナー終了後にNHKに移動してテレビ放送副音声『紅白ウラトークチャンネル』に出演。YOASOBIの「アイドル」にダンサーとして出演している弓木に声援をおくった。 |

| 1/26 | テレビアニメ『ぽんのみち』の出演声優によるユニット“中田花奈 feat. ぽんのみちオールスターズ”のOP曲『ポンポポポン』をリリースする中田花奈が22時台のゲストコーナーに出演。      |
| 3/8  | さいたまスーパーアリーナで開催された「乃木坂46 12th YEAR BIRTHDAY LIVE」に弓木が出演するため、代打アシスタントを前任である中田が務めた。弓木はライブ終了後に電話で出演した。 |
| */** | |

| 3/2  | NHKラジオ「らじらー！サンデー」内で「ラジオ100年！ラジオは今もあなたのそばにいますか？」という企画で「らじらー！サンデー」、TOKYO FM「SCHOOL OF LOCK!」、沈黙の金曜日のコラボ企画が開催されて沈黙の金曜日からは酒井と弓木が出演した。                                                          |
| 3/21 | オープニングで平子が翌週3/28（金）をもって番組から卒業することが発表された。以前から平子から番組側に対して家族との時間をつくるのが現状金曜日しかなく家族との時間を大事にしたいと相談していた。 なお、沈黙の金曜日の公式Xでは一旦卒業とアナウンスしており、将来の番組復帰に含みを持たしている。 |
| 3/28 | 平子が番組から卒業。リスナーからの平子の卒業に関するメールや卒業ソングが披露され、平子は乃木坂46の「ガールズルール」、「アナスターシャ」、「好きというのはロックだぜ！」（弓木とデュエット）を熱唱、弓木からの平子への感謝のお手紙を読み、最後は平子が天気予報を読んで放送が終了した。         |

## 放送時間
- 21:00 - 22:30（2013年4月5日 - 11月29日）
- 21:00 - 22:56（2013年12月6日 - 2018年12月28日）
- 21:00 - 23:00（2019年1月4日 -）

## オリジナルグッズ
いずれもリスナーからデザイン案を募集してグッズ化している。
- 中田花奈アシスタント時代に「オリジナルTシャツ」[275][276]、「オリジナルパーカー」[277]の2つが受注販売された。
- 弓木奈於アシスタント時代に「オリジナルパーカー」が受注販売された。[278][279]